# بوتان‌گس
بوتان‌گس (انگلیسی: ButanGas) شرکت نفت و گاز ایتالیایی است، که در سال ۱۹۴۸ تأسیس شد.